# Port d'Aygues Tortes
Pour les articles homonymes, voir Aygues Tortes (homonymie).
Le port d'Aygues Tortes  (en espagnol puerto Viejo ou de Auguas Tuertas) est un col de montagne pédestre des Pyrénées s'élevant à 2 683 mètres d'altitude entre le département français des Hautes-Pyrénées et la province de Huesca. Il relie le vallon d'Aygues Tortes au nord, à la vallée de Bénasque au sud.
Il est situé sur la frontière franco-espagnole.

## Toponymie
Le mot port signifie en gascon « porte » ou « col », c'est le pendant de puerto en espagnol.
Aygues signifie « eaux », tortes signifie « tortueux » donc le lac des eaux tortueuses.

## Géographie
Le port d'Aygues Tortes est situé entre le pic Schrader (3 176 m) à l’ouest et le pic d'Aygues Cruses (2 796 m) à l’est. Il surplombe au nord les lacs d'Aygues Tortes (2 258 m).
Il abrite la croix frontière no 330 originelle.

## Protection environnementale
Le col fait partie d'une zone naturelle protégée, classée ZNIEFF de type 2 : vallée du Louron.

## Voies d'accès
Pour atteindre le col par le versant français au nord, au départ du pont de Prat à la centrale hydro-électrique de Tramezaygues, il faut traverser les gorges de Clarabide par un chemin très escarpé jusqu'à la construction d'un chemin plus sûr construit par les Ponts et Chaussées, et rejoindre le refuge de la Soula. De là prendre le sentier le long de la Neste de Clarabide en direction du lac de Pouchergues puis le ruisseau d'Aygues Tortes vers le pic Schrader.